# Zeit der Prüfungen
Zeit der Prüfungen (Originaltitel: The Paper Chase) ist ein US-amerikanischer Spielfilm aus dem Jahr 1973. Unter der Regie von James Bridges spielen Timothy Bottoms, Lindsay Wagner und John Houseman die Hauptrollen.

## Handlung
Der Jurastudent James Hart kommt an die renommierte Harvard-Universität, die als Sprungbrett für Spitzenkarrieren gilt. Gleich in der ersten Vorlesung lernt er Professor Kingsfield kennen, der bei seinen Studenten wegen seiner hohen Leistungsanforderungen, aber auch für seine bissigen Bemerkungen, Sottisen und Bonmots gefürchtet ist. Wenig später trifft James Susan, die hübsche Tochter des Professors. Sie selbst hat ihre Schwierigkeiten mit dem rigiden, hochintelligenten, aber zu mitmenschlicher Wärme kaum fähigen, professoralen Vater. Das Scheidungskind hat sich über die Jahre mit der unnahbaren Art ihres Vaters arrangiert.
Die sich zart entwickelnde Liebe zwischen James und Susan tut vor allem dem durch Kingsfields klirrend-kalte und spöttische Art und seine immens hohen Anforderungen eingeschüchterten und entmutigten James gut. Durch ihren Einfluss beginnt sich der junge, von Selbstzweifeln geplagte Mann von dem selbstzerstörerischen Leistungsdenken freizumachen. Diese Selbstbefreiung führt letztlich allmählich sogar zu besseren Studienleistungen. Eines Tages erfährt James sogar den Hauch einer Anerkennung von dem unerbittlichen Vater seiner neuen Freundin.

## Produktionsnotizen
Zeit der Prüfungen wurde am 16. Oktober 1973 uraufgeführt. Die deutsche Erstaufführung erlebte der Film am 18. Juni 1977 um 20.15 Uhr in der ARD. Fälschlicherweise wird der Film in Deutschland auch häufig unter dem Titel Die Zeit der Prüfungen geführt.
Dem Film lag ein 1970 veröffentlichter Roman von John Jay Osborn jr. (* 1945) zugrunde.
Die Filmbauten entwarf George Jenkins.

## Kritik
Kay Wenigers Das große Personenlexikon des Films nannte Zeit der Prüfungen eine „unprätentiöse Jurastudenten-Geschichte […], mit der Bridges eine sichere Hand für Schauspielerführung bewies“ und lobte darüber hinaus insbesondere die schauspielerische Leistung Housemans: „Mit 70 Jahren brillierte er als Charakterinterpret: in der Studentengeschichte „Zeit der Prüfungen“ gab John Houseman eine überragende Performance als überaus ernsthafter, unbestechlicher und hyperkorrekter Harvard-Professor Charles Kingsfield -- eine Leistung, für die er mit einem Nebenrollen-Oscar belohnt wurde und mit der er in den späten 70er und den 80er Jahren in (Fernseh-)Serie ging.“
Das Lexikon des Internationalen Films nannte den Film „ein verhaltenes Kammerspiel“ und resümierte: „Regisseur Bridges kann trotz mancher Zugeständnisse die Formeln der Hollywoodkolportage umgehen und den Blick auf gesellschaftliche Zusammenhänge lenken. Hervorragende Schauspielerleistungen.“
Der Movie & Video Guide schrieb: „Splendidly adapted by Bridges from the John Jay Osborn Jr. novel, with wonderful Gordon Willis photography and peerless acting, led by Houseman‘s Oscar winning performance in the role that made him a ‚star‘“.

## Auszeichnungen
John Houseman gewann für seine Darstellung des herrischen und unerbittlich Leistung einfordernden Professor Kingsfield den Oscar, Golden Globe Award, National Board of Review Award und einen 2. Platz bei der Vergabe des New York Film Critics Circle Awards jeweils als bester Nebendarsteller. Weitere Oscar-Nominierungen erhielten Regisseur Bridges für sein Drehbuch sowie Donald O. Mitchell und Larry Jost für den besten Ton. Bridges wurde für sein Filmskript auch für den Writers Guild of America Award nominiert.